# 53. п. н. е.

## Догађаји
- Битка код Каре између Партије и Рима.
- Галски рат: Гај Јулије Цезар гуши Амбиориксов устанак.
- Галски рат: Верцингеторикс, поглавица Арверна, у централној Галији започиње велики устанак против Римљана коме ће се прикључити готова сва галска племена.

## Смрти
- Марко Лициније Крас, римски политичар и генерал (р. 115. п. н. е.)